# Resolució 2107 del Consell de Seguretat de les Nacions Unides
La Resolució 2107 del Consell de Seguretat de les Nacions Unides fou adoptada per unanimitat el 24 de juny de 2013. El Consell relleva l'Iraq de les seves obligacions relatives al retorn de les restes de kuwaitians i de nacionals de tercers països que van ser capturats sota l'antic règim baasista de Saddam Hussein al seu propi estat.
Després de l'aprovació de la resolució, Hoshyar Zebari, ministre d'exteriors de l'Iraq, va dir que havia marcar un punt d'inflexió en la relació de l'Iraq amb la comunitat internacional i un pas significatiu en el procés d'arreglar els vincles bilaterals.
| « | Tots els aspectes negatius de la relació entre els països s'han convertit en part del passat. Ens centrarem en el present i el futur, i el que poden aconseguir les relacions fraternals per consolidar la pau, la seguretat i l'estabilitat a la regió. | » |

Es va demanar al govern d'Iraq que ajudés al Comitè Internacional de la Creu Roja pel que fa a la informació sobre kuwaitians desapareguts i que ajudés amb la recerca d'aquestes persones o de les seves restes mortals.
Les mesures §2c, §2d i §3c de la resolució 686, §30 de la resolució 687 i §14 de la Resolució 1284 pel que fa als kuwaitians empresonats i els béns robats van ser abolides.